# 绿叶对囊蕨
绿叶对囊蕨（学名：Deparia viridifrons）也称绿叶介蕨，为蹄盖蕨科对囊蕨属下的一个植物种。其种加词“viridifrons”意为“绿叶的”。